# Маријан Блажејчик
Маријан Ђорђе Блажејчик (пољ. Marian Djordje Błażejczyk; Крупно, 1922 — 17. мај 2011) је био пољски правник и официр, инжињер агрономије, професор правних наука, сарадник Института правних наука Пољске академије наука и специјалиста у областима права Европске уније и пољопривредног права.
У Другом светском рату је био припадник Југословенске војске у Отаџбини и Пољске народне армије, у којој је достигао чин резервног потпуковника.

## Биографија

### Други светски рат
Рођен је 1922. године. У марту 1942. године, кренуо је из родног села Крупно и нашао се на железничкој станици у једном пољском селу, када су немачке окупационе снаге заробиле све које су затекли на том месту и одвеле их на присилни рад у логору код Берлина, где су радили на рашчишћавању рушевина од бомбардовања. За време боравка у Берлину, тврдио је да је видео Музеј бандита Драже Михаиловића са изложеним деловима униформи, ознака и оружје припадника Југословенске војске у Отаџбини, као и плакате-потернице за генералом Михаиловићем.
Маја 1942. године, Блажејчик је возом преко Беча, Загреба и Београда упућен на принудни рад у Борски рудник на територији немачке војне управе у Србији,. Потом је смештен у логор код Жагубице, где су пољски заточеници градили пругу. Временом су добили привилегију да се ван радног времена слободно крећу по вароши, тако да су Блажејчик и други у локалној жагубачкој кафани Последњи грош дошли у контакт са илегалцима Југословенске војске у Отаџбини. Око 300 пољских радника је тада пребегло у Хомољску бригаду Млавског корпуса ЈВуО, а када су сви пристигли формирана је Пољска бригада. Официри Млавског корпуса су радио везом обавестили пољску владу у Лондону о овоме, па су авионима на Хомоље спуштени пољски официри како би командовали Пољском брогадом.
Услед недостатка хране, Пољска бригада је расформирана крајем 1943. године, а њени припадници су распоређени по другим корпусима. Тако је Блажејчик са 11 Пољака дошао у Раваничку бригаду Иванковачког корпуса. Учествовао је у борбама против партизана на Јастрепцу (где је рањен у ногу), Копаонику и Буковику, као и разоружавању немачких гарнизона у Равној Реци и Сењском Руднику.
Након уласка Црвене армије у Србију, октобра 1944. године, припадници Југословенске војске у Отаџбини су их најпре срдачно дочекали, али су затим Црвеноармејци добили наређења да их заробе. Тако се десило и са Раваничком бригадом, чији су припадници предати партизанима и стрељани у Ћуприји, док су Пољаци из бригаде мобилисани у Црвену армију и на пролеће 1945. године враћени у Пољску. Блажејчик је тамо дочекан као ратни херој и признате су му ратне заслуге у редовима ЈВуО, а и одликован је Крстом храбрости.

### Послератна каријера
Наставио је војну службу, завршио I класву кадета Војне академије Пољске армије и 1947. године постао командант 58. пешадијског пука у Остроди. Напустио је војску 1951. године са чином резервног мајора. Касније је напредовао у чин резервног потпуковника.
По напуштању војне службе, уписао се на студије пољопривреде и постао инжењер агрономије. Затим је студирао привредно и међународно право, на којем је докторирао. Радио је као професор Института правних наука Пољске академије наука. Био је предавач на академији за дијаспору у месту Ченстохова, Вишој школи народне привреде у Кутном и Академији хуманистичких наука и економије у Лођу, а држао је предавања у Костарики, Мексику, Шпанији и САД. Његови радови су објављивани и у часопису Анали Правног факултета у Београду. Од 1973. до 1980. године је био у два мандата (првог и другог сазива) члан Законодавног већа Савета министара и председника Савета министара Пољске. Говорио је пољски, српски, шпански, француски и енглески језик.
Посетио је Београд 2004. године.
Преминуо је 17. маја 2011. године. Сахрањен је у Кутном.

## Одликовања
- Крст храбрости (Пољска).